# Wiktor Litwiński
Wiktor K. Litwiński (ur. w XIX wieku, zm. w XX wieku) – urzędnik w rosyjskiej administracji w Warszawie.

## Życiorys
Był urzędnikiem. W 1906 został wiceprezydentem Warszawy, a następnie od lipca 1906 do 26 kwietnia 1909 pełnił obowiązki prezydenta miasta. 
Z końcem 1908 w magistracie wykryto nadużycia finansowe, w które był zamieszany. W 1909 ustąpił z urzędu. Następnie w 1910 w Petersburgu wytoczono mu proces.